# Пиедестал
 Тази статия е за скулптурния елемент.  За военната операция вижте Операция „Пиедестал“.  
Пиедестал (на френски: piédestal, от на италиански: piedistallo от на италиански: piede „крак“ и на италиански: stallo „място“) – също и постамент; художествено оформена основа, на която се поставят произведения на изкуството – скулптура (статуя, скулптурна група, бюст), ваза, обелиск и т. п.
Древните римляни използвали пиедестала като основа за колоните на площадите и форумите (примерно Траянова колона, Колона на Марк Аврелий) за да се придаде по-голяма величественост, а също и в подножието на колони на триумфални арки.

В преносен смисъл пиедестал означава – авторитет, високо обществено положение, и в този смисъл се използва и в изразите „да го качат на пиедестал“, „да го свалят от пиедестала“.
- Паметник на Николай I на Искиевския площад в Санкт Петербург.
- Пиедесталът на Статуята на свободата в Ню Йорк.
- „Медный всадник“ (Санкт Петербург): пиедестал във вид на скала